# Geo Raețchi
 Geo Raețchi (n. 7 iulie 1952, București) este ziarist, realizator de emisiuni radio-tv și scriitor român.

## Studii
1971 Liceul 32 București
1978 licențiat al Universității București, Facultatea de Drept

## Carieră
De peste 5 decenii în mass-media, cu precădere în domeniul sportului de performanță. A debutat încă de pe băncile liceului la singurul ziar de sport din România acelor timpuri, fiind angajat în 1973 și rămânând neîntrerupt la ”Sportul” până în 1991, interval în care a urcat toate treptele profesiei. 
În paralel, s-a implicat direct în activitatea de performanță, devenind , pe rând: șeful Comisiei de disciplină la Federația Română de Rugby; vicepreședinte la Federația Română de Polo; secretarul secției de rugby Dinamo la ultimul titlu de campion național  cucerit de acest club; consilier la Federația Română de Haltere și director al comitetelor de organizare a Campionatelor Europene –seniori și Campionatelor Mondiale pentru juniori, găzduite în premieră de România în 2009; director de imagine la F.C. Astra.
Afirmat  înainte de 1989, a avut o ascensiune impresionantă:
- a  reușit recunoașterea oficială, în justiție, a noului ziar Gazeta Sporturilor
- a inițiat reconstituirea Asociației Presei Sportive, al cărei secretar general a fost ales în perioada 1990-1996
- a fost primul gazetar român acreditat la celebrul turneu de tenis de la Melbourne (1991)
- a lansat alături de Ovidiu Ioanițoaia, în calitate de prim-redactor șef adjunct, primul cotidian privat de sport din România, "Sportul românesc"
- a gândit și condus cel dintâi ziar color de sport (SPORT XXI), realizând în paralel primele emisiuni cu tematică sportivă la Antena 1
- a fost realizatorul primului talk-show radiofonic sportiv din România, la un post privat - Radio Contact
- a trecut în toamna lui 1997 la Antena 1, fiind trimis special la Campionatul Mondial de Fotbal 1998
- a condus diferite alte periodice sportive

## Alte activități
- a jucat teatru în tinerețe (alături de  vedete ulterioare, ca Dana Dogaru, Valentin Teodosiu, Bogdan Ulmu)
- a fost  membru al Cenaclului elevilor, condus de Tudor Opriș, cu colegi precum  Mircea Dinescu, Ioana Crăciunescu, Doina Uricariu, Adrian Năstase.
- a scris a doua sa carte, despre fuga Nadiei Comăneci (prima consemnare a acestei aventuri, realizată după reîntâlnirea cu marea campioană , la Seattle, în 1990), ”Revenirea între stele”, Editura Divertis, 1990
- a fost purtător de cuvânt la revenirea și la nunta Nadiei Comăneci în România
- a fost realizatorul emisiunii Teleeurobingo Show, care a înregistrat cifre-record de audiență, atingând celebritatea prin  refrenul ”Zi-le, Domnu' Geo!”
- a coordonat alte programe de jocuri televizate în  direct (Eurotombola la Prima TV, Maratonul Norocului la National TV)
- a organizat numeroase evenimente mondene
- coautor al cărții Cei 15 din Carpați, apărută la Editura Sport-Turism în 1981
- a publicat alte două cărți, ”Jocurile Domnului Geo” (2017- Editura Eikon) și ”Pași printre Ași” (2020- Editura Libris).

## Viața de familie
Este căsătorit și are un băiat, pe Ovidiu Alexandru Raețchi.